# Robinson R66
Robinson R66 — лёгкий многоцелевой пятиместный коммерческий вертолёт производства компании «Robinson Helicopter», США.
Вертолёт был разработан в 2000-е годы. Совершил первый полёт 7 ноября 2007 года.
Robinson R66 Turbine — однотурбинный вертолёт, спроектированный и выпускаемый американской компанией Robinson Helicopter Company. Вертолёт пятиместный с отдельным грузовым (багажным) отсеком, оснащён турбовальным двигателем Rolls-Royce RR300 (или Rolls-Royce RR250-С300/A1). Вертолёт R66 получил сертификат Федерального управления гражданской авиации (FAA) США 25 октября 2010 года. Поставки начались в ноябре 2010 года. По состоянию на июль 2020 года поставлено 1000 ед. R66.

## Разработка
Вертолёт R66 Turbine был разработан в 2007 году, став первой газотурбинной машиной компании Robinson Helicopter Company и расширив ассортимент её продукции. Он стал конкурентом более крупных газотурбинных вертолетов, выпускаемых компаниями Bell Helicopter и Eurocopter. При этом большая часть конструкции газотурбинного вертолета R66 Turbine основана на более ранней поршневой модели Robinson R44.
После лётных испытаний двух прототипов с новым двигателем, вертолёт R66 Turbine был представлен в FAA для прохождения сертификации.
Компания Robinson Helicopter Co. начала принимать заказы на R66 Turbine в феврале 2010 года, а серийное производство вертолёта началось в 2011 году.
Полицейская версия R66 Police Helicopter укомплектована четырьмя сиденьями, инфракрасными камерами (FLIR), прожекторами и громкоговорителями в качестве штатного оснащения.
Версия для СМИ — R66 Newscopter оснащена стандартным пакетом ENG с гироскопическим стабилизатором под видеокамеру Ikegami HDL-F3000 с объективом Canon с увеличением от 24 до 1. В комплект также входят три HD-микрокамеры (две в салоне для записи пассажиров и одна на хвосте), 7-дюймовые HD-мониторы по сторонам передней консоли (под каждым монитором размещены аудиоконтроллеры, обеспечивают независимый мониторинг и передачу звука), изображения с основной камеры отображаются на 10-дюймовом HD-мониторе на центральной консоли, на которой также расположено управление камерой. В комплектацию также включены видеопереключатель, цифровой видеомагнитофон с OLED-дисплеем, три FM-радиостанции, микроволновый цифровой передатчик Nucomm ChanellMaster Lite, направленный микрофон мощностью 13,5 дБ и TV-тюнер. Опционно поставляется объектив Canon с увеличением от 40 до 1, GPS-модем для позиционирования, многодипазонный сканер, AM/FM-приемник, подготовка для второго TV-тюнера с задним монитором.
В 2012 году Robinson поставил заказчикам 191 вертолёт модели R66, в то время как конкуренты в сегменте однотурбинных вертолётов поставили только 40 ед. Около 70 процентов производимых вертолётов R66 экспортируется. В 2014 году темпы производства R66 замедлялись до двух машин в неделю.
В Российской Федерации вертолёт Robinson R66 был сертифицирован в марте 2013 года.
В конце июля 2020 года заказчикам был поставлен 1000-й вертолёт модели Robinson R66.

## Дизайн
Robinson R66 относится к одномоторным вертолётам классической схемы: двухлопастной несущий винт и двухлопастной хвостовой винт. Конструкция R66 изготовлена из композиционных материалов, алюминиевых и стальных сплавов. Как и поршневой предшественник R44, R66 оснащается как электромеханическими приборами, так и более современной цифровой авионикой.
Вертолёт R66 стал первой моделью марки Robinson Helicopter с грузовым отсеком, вмещающим до 300 фунтов (140 кг).
Устанавливаемая на R66 газовая турбина Rolls-Royce RR300 компактнее, легче и мощнее (300 л. с. в форсажном режиме, 270 л. с. во взлётном режиме и 224 л. с. при крейсерском режиме полёта), чем шестицилиндровый карбюраторный поршневой двигатель Lycoming O-540 (мощность 225 л. с. во взлётном режиме и 205 л. с. на крейсерской скорости). Собственный вес R66 в сравнении с R44 также ниже: 585 кг против 658 кг. Максимальный взлётный вес R66 составляет 1225 кг против 1089 кг у R44.
Турбина RR300 расходует 23 американских галлона (87,1 литра) авиационного керосина в час, тогда как поршневой двигатель Lycoming O-540 поршневой модели R44 расходует 15 американских галлонов (56,8 литров) бензина в час. При запасе топлива в 73,6 гал. (224 кг) максимальная дальность полёта R66 с резервом составляет ~350 миль (~650 км) против ~300 миль (~550 км) у R44 при запасе бензина в 29,5 галлона (80 кг) с резервом в 17 галлонов (46 кг).

## Лётно-технические характеристики
Общие характеристики
- Экипаж: 1
- Пассажировместимость: 4 человека
- Длина: 11,66 м
- Диаметр ротора: 10,06 м
- Диаметр рулевого ротора: 1,52 м
- Высота: 3,48 м
- Вес пустого: 585 кг (615 кг в амфибийной версии с поплавками Pop-Out)
- Масса снаряженного: 1225 кг
- Силовая установка: 1 × Rolls-Royce RR300 турбовальный, 300 л. с. на форсаже, 270 л. с. взлетная, 224 л. с. при длительном полёте
- Максимальная скорость: 260 км/ч, или 240 км/ч при высоте выше 670 метров и массе 998 кг)
- Крейсерская скорость: до 204 км/ч
- Дальность полёта: ~650 км
- Практический потолок: 3048 м
- Скорость набора высоты: 305 м/мин
- Расход топлива: 87,1 л/час

## Катастрофы и аварии
- 18 апреля 2016 года на острове Белый потерпел крушение R66 RA-06233[1] во время второй вертолётной экспедиции в поисках шхуны «Святая Анна» в авиационной катастрофе, произошедшей в 22:06 местного времени (17:06 UTC) в месте с координатами 73°19′40″ с. ш. 69°59′37″ в. д.HGЯ. Погибли трое человек: Михаил Фарих, полярный исследователь, директор Национального парка «Онежское Поморье» Олег Продан и основатель и владелец компании «Мириталь» — Алексей Фролов[2][3].
- 12 февраля 2017 года Катастрофа Robinson R66 над Телецким озером, 5 погибших.
- 30 ноября 2019 года в Краснодарском крае в районе села Абрау-Дюрсо разбился частный вертолёт Robinson R66. В результате крушения погиб пилот — сотрудник группы компаний «Абрау-Дюрсо». По результатам расследования Межгосударственного авиационного комитета, наиболее вероятной причиной катастрофы вертолета R-66 RA-05795 стали чрезмерно энергичные управляющие действия командира судна. Это привело к ударам деталей втулки несущего винта по упорам на валу (явление, известное как маст-бампинг) и разрушению вертолета в воздухе[4].